# نيتو جويرينو
نيتو جويرينو هو لاعب كرة قدم برازيلي في مركز الهجوم، ولد في 24 مارس 1950 في ساو باولو في البرازيل. لعب مع أتلتيكو مينيرو ونادي باوك.